# Revillagigedo (archipelag)
Archipelag Revillagigedo – grupa wysp na Oceanie Spokojnym, położona około 300 km na południowy zachód od Półwyspu Kalifornijskiego. Wyspy należą do Meksyku (od 1861 r.), administracyjnie znajdują się w granicach stanu Colima.
Revillagigedo słyną ze swojego unikatowego ekosystemu, porównywanego niekiedy do Galapagos. Występuje tu wiele endemicznych gatunków.
Archipelag zajmuje obszar 157,8 km². Wyspy mają pochodzenie wulkaniczne. Największą z nich jest Socorro (wznosi się na wysokość 1130 m, 39 km długości, 14 km szerokości). Druga wyspa, San Benedicto, znajduje się 64 km na północ od Socorro, a Clarión 400 km na zachód od Socorro. Pozostałe mniejsze wyspy to Roca Partida (100 km na zachód od Socorro) i Roca Oneal (leżąca niedaleko północno-zachodniego wybrzeża Socorro). W 1957 r. założono na Socorro bazę morską oraz zasadzono drzewa. Po przybyciu na wyspę zastano ponad 8 tys. owiec, które są pozostałością po tymczasowym osadnictwie australijskim z połowy XIX w.
Archipelag Revillagigedo obfituje m.in. w złoża siarki, guano, a także w bogate łowiska rybne.
W 2016 roku archipelag wpisano na listę światowego dziedzictwa UNESCO.